# Gerald Logan
Gerald Logan (Wimbledon, 29 december 1879 - Folkestone, 29 april 1951) was een Brits hockeyer. 
Met de Britse ploeg won Logan de olympische gouden medaille in 1908 in eigen land.

## Resultaten
- 1908  Olympische Zomerspelen in Londen